# Matorral espinoso de Madagascar
El matorral espinoso de Madagascar es una ecorregión de la ecozona afrotropical, definida por WWF, situada en el sur de Madagascar.
Forma, junto con la ecorregión de monte suculento de Madagascar, la región denominada matorral de Madagascar, incluida en la lista Global 200.

## Descripción
Es una ecorregión de desierto con una extensión total de unos 44.300 kilómetros cuadrados, que ocupa la franja costera sur y suroeste de la isla. Limita, de este a oeste, con la selva de tierras bajas de Madagascar, la selva subhúmeda de Madagascar y el monte suculento de Madagascar. Sus límites septentrionales están definidos en el río Mangoky y en la cresta de las montañas Anosyennes.

## Flora
Muchas plantas de esta ecorregión muestran adaptaciones para la sequía. Destacan las plantas espinosas de la familia Didiereaceae, especialmente en el este. También abundan las familias Burseraceae, Euphorbiaceae, Anacardiaceae y Fabaceae.

## Fauna
La proporción de especies vegetales endémicas es muy alta.
Entre las especies animales, destacan:
- Mamíferos:
  - Mangosta de Grandidier (Galidictis grandidieri)
  - El lémur megaladápido Lepilemur leucopus
  - Microcebus griseorufus
- Aves:
  - Carraca terrestre colilarga (Uratelornis chimaera)
  - Cúa corredora (Coua cursor)
  - Cúa de Verreaux (Coua verreauxi)
  - Mesito monias (Monias benschi)
  - Neutonia tabity (Newtonia archboldi)
  - Vanga de Lafresnaye (Xenopirostris xenopirostris)
  - Calicalicus rufocarpalis
  - Pseudocossyphus imerinus
- Reptiles:
  - Los camaleones Furcifer belalandaensis y Furcifer antimena
  - Las iguanas Oplurus saxicola y Oplurus fihereniensis
  - Los gecos Phelsuma breviceps, Ebenavia maintimainty y Matoatoa brevipes
  - La serpiente Liophidium chabaudi

## Estado de conservación
En peligro crítico. Se estima que aún se conserva alrededor de un tercio de la superficie de la ecorregión, aunque la reciente creación de regadíos en la zona pone en peligro su conservación. También se encuentra amenazado por la tala para la producción de madera, leña y carbón vegetal, la agricultura, la ganadería, la introducción de especies exóticas y el comercio de especies amenazadas.

## Protección
Hay varias reservas en la región, pero no cubren más del 3% de la superficie conservada.
- Parque nacional de Tsimanampetsotsa
- Reserva Especial de Beza-Mahafaly
- Reserva Especial del cabo St. Marie
- Reserva Privada Berenty

## Galería

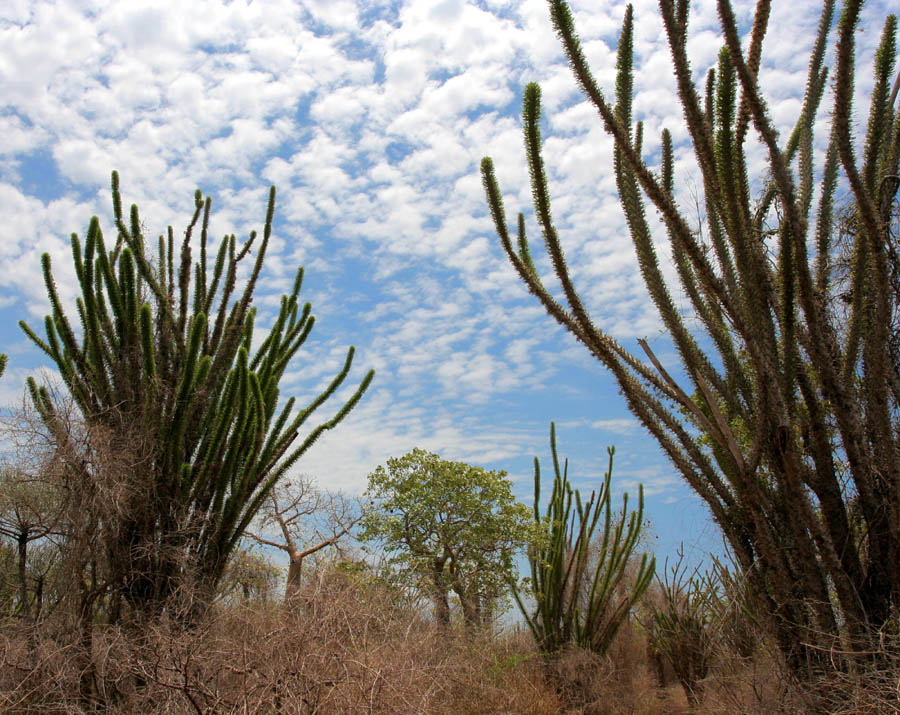
El ocotillo de Madagascar, Alluaudia procera, denominado por un  ocotillo con el cual no guarda ninguna relación
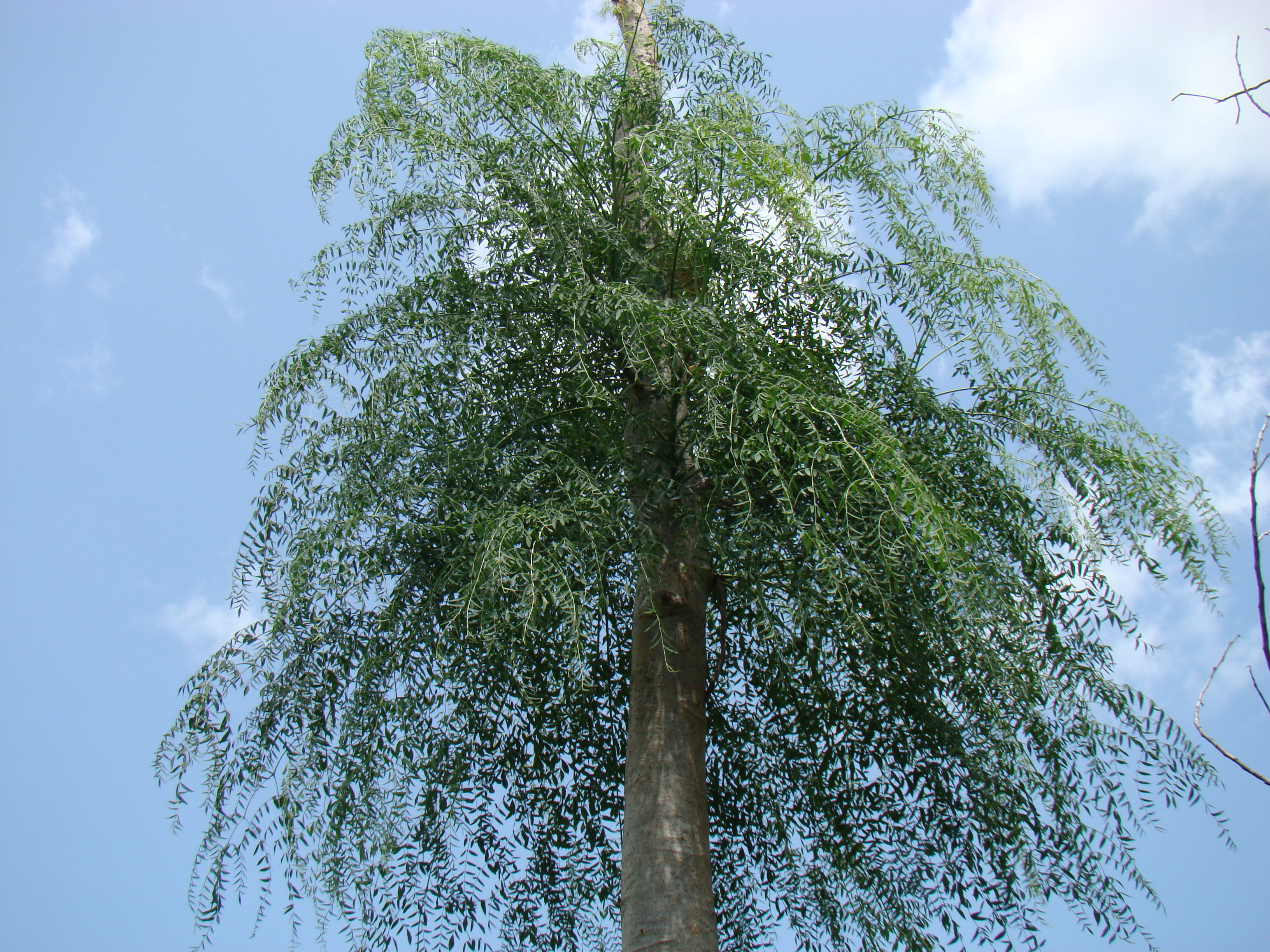
El árbol botella, Moringa drouhardii, conspicuo habitante del matorral espinoso
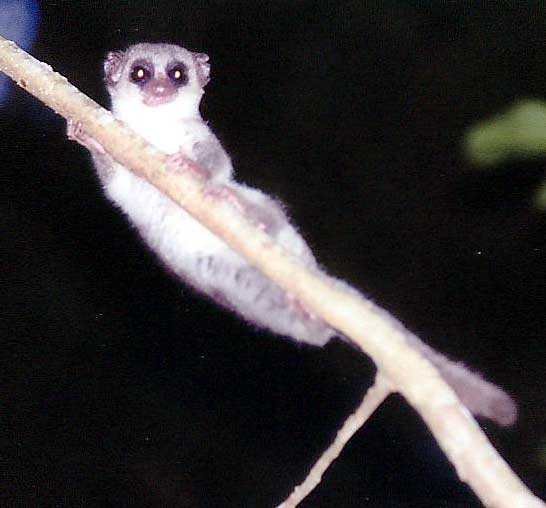
Un lémur enano de cola gruesa de los territorios de  matorrales espinosos y suculentas
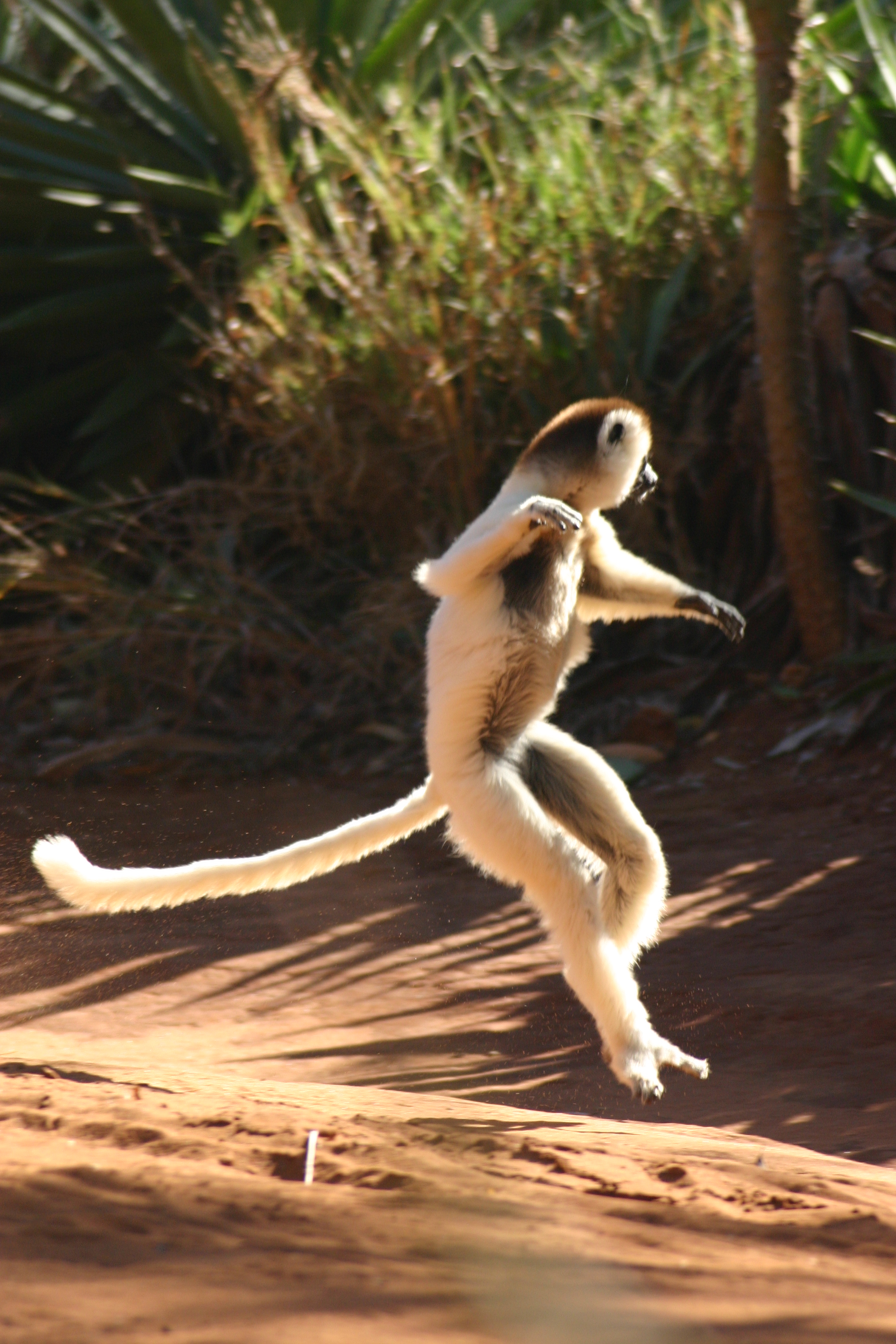
Sifaca de Verreaux, una especie de lémur, que habita en parte en los matorrales espinosos
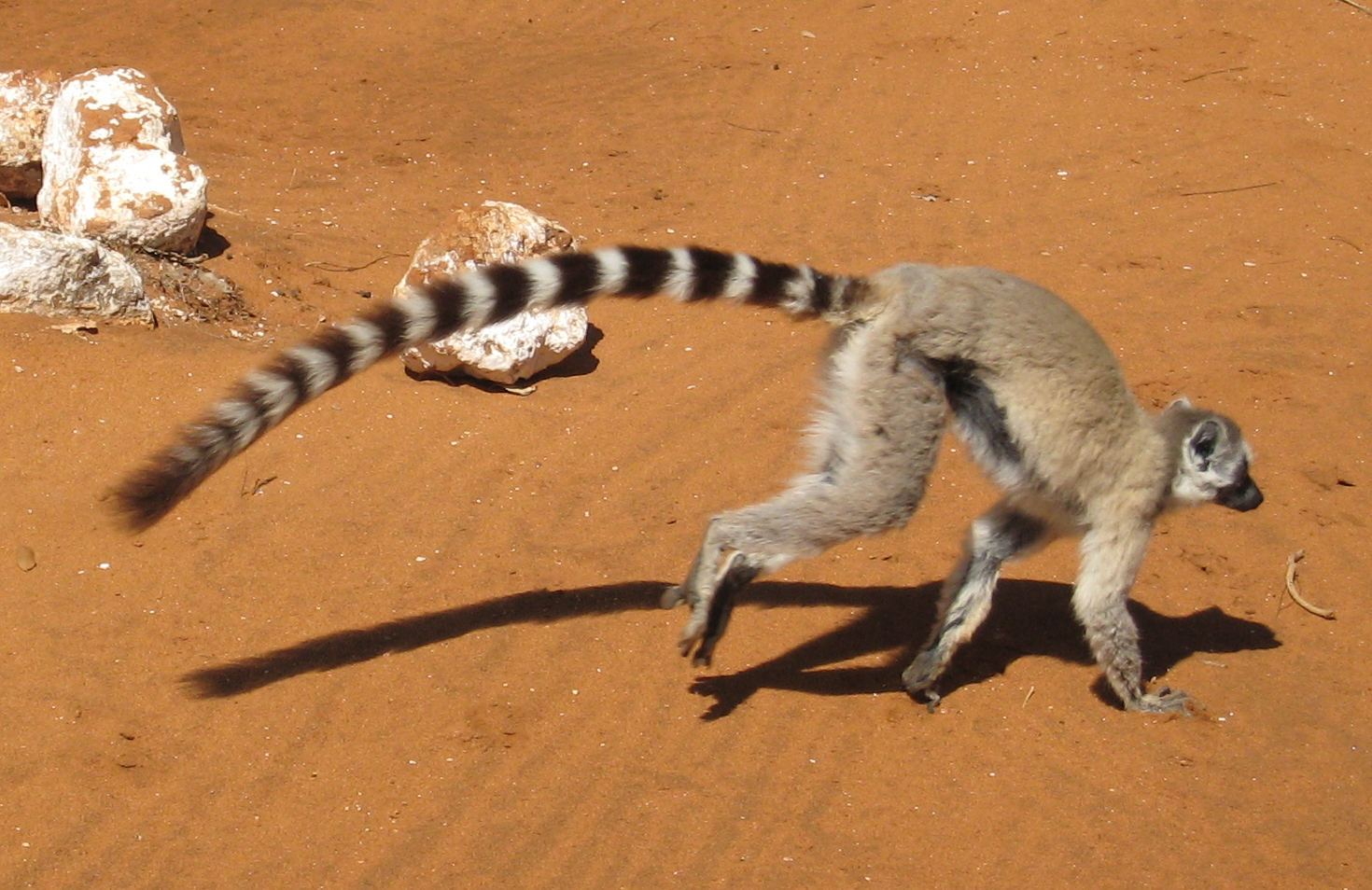
Un lémur de cola anillada en la Reserva Berenty, ubicada en la eco región de los matorrales espinosos
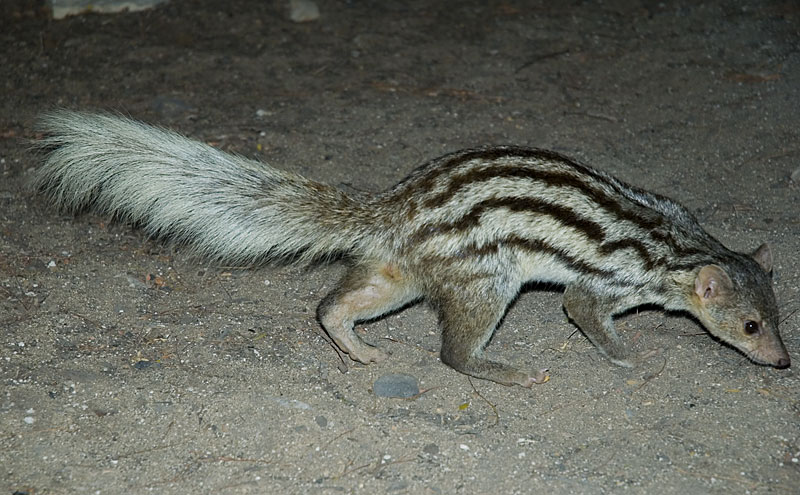
Mangosta de Grandidier, un carnívoro de distribución limitada a los matorrales espinosos
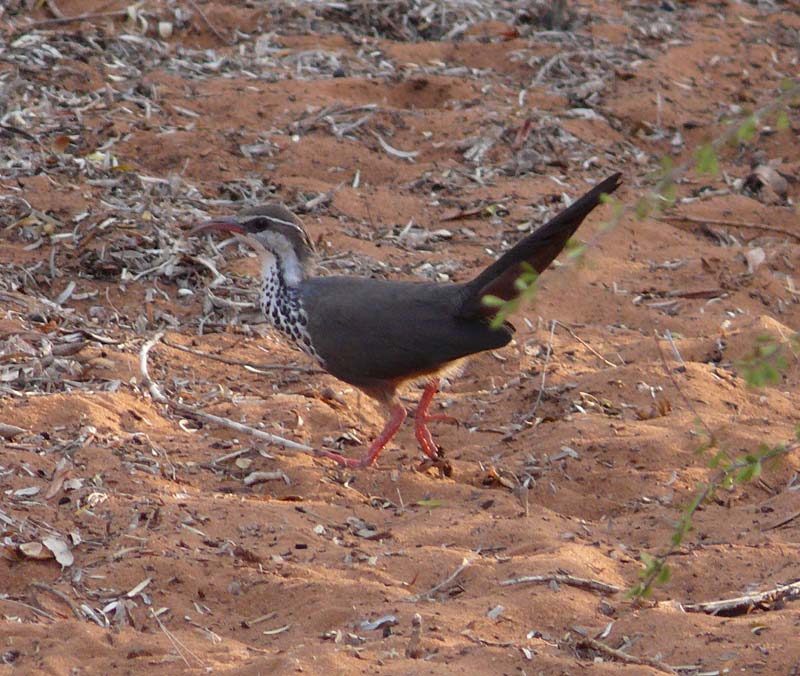
Un mesito monias, especie endémica de los matorrales espinosos